# Larissa Fjodorowna Komarowa
Larissa Fjodorowna Komarowa (russisch Лариса Фёдоровна Комарова; * 4. Oktober 1941 in Talmenka, Region Altai) ist eine sowjetische bzw. russische Ökologin und Hochschullehrerin.

## Leben
Komarowa studierte in Barnaul am 1959 gegründeten Polytechnischen Polsunow-Institut des Altai (API, jetzt Staatliche Technische Universität des Altai (AltGTU)) mit Abschluss 1964 als Ingenieur-Chemiker-Technologin.
Ab 1968 arbeitete Komarowa im API am Lehrstuhl für Chemietechnik und Ingenieurökologie zunächst als Aspirantin und verteidigte 1970 ihre Kandidat-Dissertation über die Rektifikation von Produkten, die durch das Einwirken von Ethylenoxid und Propylenoxid auf Alkohole entstanden sind, mit Erfolg für die Promotion zur Kandidatin der technischen Wissenschaften. Sie wurde 1974 zur Dozentin ernannt und leitet seit 1989 den Lehrstuhl für  Chemietechnik  und Ingenieurökologie. Die Ernennung zur Professorin erfolgte 1991.
Ihre Doktor-Dissertation über die Entwicklung von Verfahren zur Abfallreduzierung und -vermeidung durch Rektifikation und Pervaporation verteidigte Komarowa 1997 mit Erfolg für die Promotion zur Doktorin der technischen Wissenschaften. In dem von ihr geleiteten Kurs wird die Entwicklung abfallarmer ressourcenschonender Technologien und die Abwasserklärung behandelt. Sie ist Korrespondierendes Mitglied der Sibirischen Abteilung der Akademie der Wissenschaften der Hochschulen.

## Ehrungen, Preise
- Medaille der Ausstellung der Errungenschaften der Volkswirtschaft der UdSSR (1984)
- Wissenschaftlerin des Jahres der AltGTU (1994)[5]
- Verdiente Ökologin der Russischen Föderation (1997)
- Ehrenarbeiterin der Hochschulbildung der Russischen Föderation (1999)
- Professorin des Jahres der AltGTU (2007)[5]
- Diplome und Urkunden der Allrussischen Mendelejew-Gesellschaft, der Gesellschaft Snanije (Wissen) und des Komitees für Natürliche Ressourcen der Region Altai